# رحيم روبنسون
رحيم روبنسون (بالإنجليزية: Raheem Robinson)‏ هو لاعب كرة قدم بريطاني في مركز الهجوم، ولد في 30 يوليو 1992 في جزر كايمان في المملكة المتحدة. شارك مع منتخب جزر كايمان لكرة القدم. أما مع النوادي، فقد لعب مع Cayman Athletic SC ‏.

## وصلات خارجية
- رحيم روبنسون على موقع الاتحاد الدولي (مؤرشف)  (الإنجليزية)
- رحيم روبنسون على موقع قاعدة بيانات كرة القدم.إي يو (الإنجليزية)
- رحيم روبنسون على موقع ناشيونال فوتبول تيمز (الإنجليزية)
- رحيم روبنسون على موقع Soccerway.com (الإنجليزية)